# 本荘村 (福井県)
本荘村（ほんじょうむら）は福井県坂井郡にあった村。現在のあわら市の南西端、竹田川左岸及び坂井市三国町玉ノ江・三国町藤沢・三国町西今市・三国町竹松にあたる。

## 地理
- 河川：竹田川

## 歴史
- 1889年（明治22年）4月1日 - 町村制の施行により、新用村、馬場村、東善寺村、谷畠村、轟木村、上番村、中番村、下番村、玉木村、河間村、中浜村、玉ノ江村、藤沢村、西今市村、竹松村、角屋村、北本堂村、公文村及び宮前村の区域をもって、本荘村が発足する。
- 1955年（昭和30年）3月31日 - 芦原町、本荘村及び北潟村が合併して、改めて芦原町が発足する。

## 村長
- 青木清左衛門（1934-1935）

## 交通

### 鉄道路線
- 京福電気鉄道
  - 三国芦原線（現・えちぜん鉄道三国芦原線）
    - 本荘駅

## 著名な出身者
- 藤野厳九郎（医師、教育者）